# Delosperma kofleri
Delosperma kofleri är en isörtsväxtart som beskrevs av Lavis. Delosperma kofleri ingår i släktet Delosperma, och familjen isörtsväxter. Inga underarter finns listade i Catalogue of Life.